# شرکت برق منطقه‌ای گیلان
شرکت سهامی برق منطقه‌ای گیلان مسئولیت مدیریت تولید و تأمین برق مطمئن و پایدار و انتقال انرژی در سطح ولتاژهای ۶۳٬۱۳۲٬۲۳۰ و ۴۰۰ کیلوولت در استان گیلان را بر عهده دارد و شرکت توزیع نیروی برق گیلان مسئولیت دریافت انرژی الکتریکی در ولتاژ ۲۰ کیلوولت از پستهای فوق توزیع و تبدیل آن به ولتاژ فشار ضعیف مورد نیاز جهت مصرف مشترکین (خانگی، تجاری، صنعتی و کشاورزی) را عهده دار است.

## تاریخچه برق در گیلان

### کارخانه برق رشت
شهر رشت با سابقه بالغ بر یک قرن به عنوان اولین شهر حاشیه دریای خزر و یکی از اولین شهرهای ایران پس از تهران و همزمان با تبریز و مشهد دارای تولید و شبکه توزیع برق شد. اولین کارخانه برق در خیابان چراغ برق رشت (۱۷ شهریور کنونی) را معین‌السلطنه رشتی در سال ۱۲۸۱ هجری شمسی به‌کار انداخت، تا سال ۱۳۰۵ شمسی کارخانه در دست خاندان معین‌السلطنه رشتی بود. در آن سال ارباب گشتاسب و ارباب رستم فیروزگر امتیاز کارخانه را از معین‌السلطنه خریدند و شرکت برق گیلان را تأسیس کردند.این شرکت در سال ۱۳۲۶ هجری خورسیدی پس راه‌اندازی دومین ژنراتور در رشت و شهرهای لاهیجان و انزلی با مجموع ۲۵۰ کیلووات قدرت و ۱۱۰۰ مشترک در رشت، تحویل شرکت سهامی خصوصی برق رشت گردید. این شرکت تا سال ۱۳۳۴ عهده دار مدیریت امور برق رشت بوده و پس از ملی شدن صنعت آب و برق تأسیسات منصوبه خود را که شامل ۴۱۰۰ کیلووات قدرت و حدود ۱۳۰۰۰ مشترک بوده شرکت سهامی برق منطقه‌ای گیلان از سازمان آب و برق سفیدرود منفک و با هیئت مدیره‌ای مستقل فعالیت خودرا دنبال نمود.

## وضعیت کنونی
جمع تولید خالص برق منطقه گیلان شامل نیروگاه‌های سیکل ترکیبی گیلان، شهید بهشتی لوشان، آبی سپیدرود، سد آبی تاریک، انرژی‌های نو (بادی) و نیروگاه(B.O.T) پره سر در بهار سال ۱۳۹۳ مقدار ۳ میلیارد و ۳۲۴ میلیون و ۴۴۱ هزار و ۹۰۵ کیلووات ساعت بوده که مقدار یک میلیارد و ۳۳۹ میلیون و ۱۲۴ هزار و ۹۹۰ کیلووات ساعت در استان گیلان مصرف و مابقی، یعنی یک میلیارد و ۹۸۵ میلیون و ۳۱۶ هزار و ۹۱۵ کیلووات ساعت از طریق شبکه سراسری به استانهای همجوار صادر شده است.

## مدیران عامل تا کنون
1. جعفر نمسه چی
2. محمد حسن برادران
3. هاشم خویی (سرپرست برق گیلان)
4. جمال ولایت
5. مرتضی نجیمی
6. ناصر کسایی فرد
7. اکبر نیلچیان
8. علی اکبر ابریشم فروشان
9. مهدی آراستگان
10. جمال ظفری
11. حسین لوایی
12. یوسف آرمودلی
13. علی اژئیان
14. عظیم بلبل آبادی[۶]
15. بهمن داراب زاده
16. محمود دشت بزرگ[7]
17. عادل سلیمانی

انتشارت:
1- بولتن پیک برق گیلان ، 
این بولتن از سال 1375 راه اندازی شده و بصورت منظم بصورت ماهنامه منتشر می شود زیر نظر واحد روابط عمومی شرکت اداره شده و منتشر می شود و اخبار داخلی صنعت برق گیلان با محوریت اخبار شرکت برق منطقه ای برای مخاطبان پوشش داده و اطلاع رسانی می کند.
```
'''''
نشریه تخصصی علمی، فنی و پژوهشی کاوشگر''''
 
2- 'بولتن کاوشگر در تاریخ خرداد /1376 با هدف نشر مقالات علمی ، فنی و پژوهشی کارکنان صنعت برق گیلان و نیز فناوری های نوین و نوآوری ها در حوزه های تولید، انتقال و توزیع برق به ابتکار واحد تحقیقات و کنترل کیفیت تجهیزات شرکت طراحی و راه اندازی شد . اولین نسخه تمام رنگی این نشریه که انتشار آن بصورت ماهیانه برنامه ریزی شده و تاکنون به اجرا در آمده است در تاریخ خرداد /1376 در سطح شرکت منتشر و در سطح داخل شرکت،  نیروگاه ها ،شرکت توزیع  ، کتابخانه توانیر و بسیاری از مرکز علمی و تحقیقاتی استان توزیع گردید. در سال 1378 انتشار نسخه الکترونیکی کاوشگر آغاز گردید. از سال 1385 انتشار نسخه کاغذی کاوشگر بمنظورصرفه جویی در هزینه های انتشار و استفاده از مزایای شبکه اینترنت ، متوقف شده و نشریه فقط با فرمت الکترونیکی انتشار یافته است. در طول انتشار منظم ماهنامه کاوشگر، انتشار ویژه نامه های تخصصی بصورت مورد یا ادواری در دستور کار قرار گرفت. که از بین مهمترین آنها، ویژه نامه معرفی نرم افزار تخصصی طراحی خطوط انتقال نیرو PLSS Cad در سال 1378، بولتن مدیریت مصرف تجهیزات برقی خانگی 1379 و...اشاره نمود. نسخه های کاغذی کاوشگر از اولین تا آخرین شماره در دفتر تحقیقات و استاندارد برق منطقه ای نگهداری می شود. وب سایت دسترسی به فرمت الکترونیکی کاوشگر عبارت است در آدرس زیر قابل دسترس می باشد:
```

https://www.gilrec.co.ir/kavoshgar
نام مدیران مسئول این نشریه از آغاز انتشار تا امروز عبارت است از :
```
آقایان مهندسین:
```

(مرحوم)عبداله بهرامی، مسعود مستشاری، علیرضا خاک، جمشید پایندانی، بهنام جعفری
سردبیر : حجت فرزام